# Qarahonç
Qarahonç (armeniska: K’arahunj, Քարահունջ, ryska: Караундж) är en ort i Azerbajdzjan.   Den ligger i distriktet Xocavənd Rayonu, i den centrala delen av landet, 260 km väster om huvudstaden Baku. Qarahonç ligger 780 meter över havet och antalet invånare är 178.
Terrängen runt Qarahonç är kuperad, och sluttar österut. Runt Qarahonç är det ganska tätbefolkat, med 62 invånare per kvadratkilometer.. Närmaste större samhälle är Müşkapat, 4,5 km norr om Qarahonç. 
Trakten runt Qarahonç består till största delen av jordbruksmark.